# فاین‌پیکس اس۵ پرو
فاین‌پیکس اس۵ پرو (به انگلیسی: FinePix S5 Pro) یک دوربین عکاسی ساخت شرکت فوجی‌فیلم است.